# Helge Tramsen

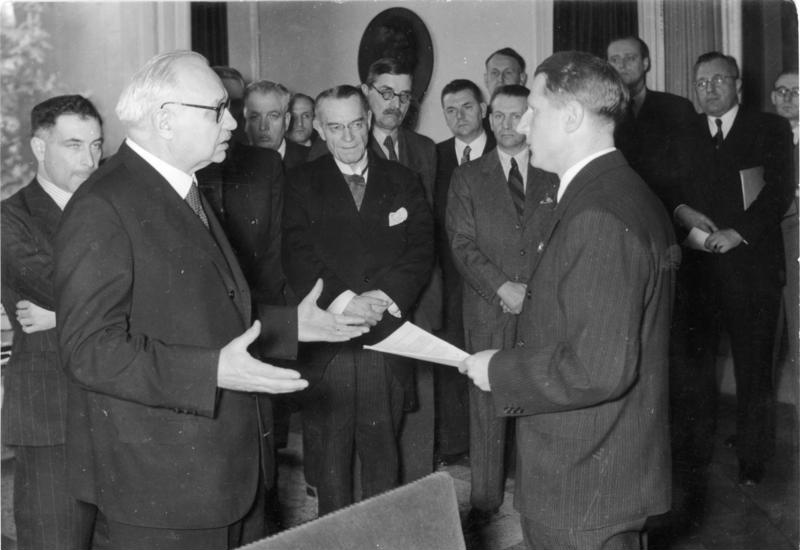
Doktor Tramsen na spotkaniu członków Międzynarodowej Komisji z ministrem zdrowia Rzeszy w Berlinie, 1943 r. (Helge Tramsen stoi 3. z prawej, na II planie)

Helge Andreas Boysen Tramsen (ur. 30 sierpnia 1910 w Kopenhadze, zm. 1 kwietnia 1979) – duński chirurg, jeden z dwunastu lekarzy, którzy w kwietniu 1943 r. udali się w składzie Międzynarodowej Komisji do Katynia, aby osobiście dokonać sekcji zwłok zamordowanych polskich oficerów i ustalić czas popełnienia zbrodni. Dr Tramsen był jednym z tych członków Komisji Międzynarodowej, którzy po wojnie nie tylko nie wyparli się swego podpisu złożonego w 1943 r. pod dokumentem obwiniającym ZSRR za dokonaną zbrodnię, ale mimo szykan, odważnie głosili prawdę, która w epoce zimnej wojny i rosnącej dominacji sowieckiej, w społeczeństwach Zachodu była bardzo niepopularna.

## Kariera zawodowa
Helge Tramsen urodził się w Kopenhadze w rodzinie mieszczańskiej wywodzącej się z Flensborga. Był synem kupca drzewnego Andreasa Tramsena (zm. 1932) i jego żony nauczycielki Helgi Henriksen (zm. 1933). W 1929 r. złożył egzamin maturalny w jednym z kopenhaskich gimnazjów (Vestre Borgerdydskole). W 1936 r. ukończył studia medyczne na Uniwersytecie Kopenhaskim . Pracował jako lekarz rezerwowy Królewskiej Marynarki Wojennej. Podczas niemieckiej okupacji Danii (1940-1945) dr Tramsen był zatrudniony w kopenhaskim Instytucie Medycyny Sądowej (w latach 1941–1944), co okazało się brzemienne w skutkach dla niego samego, na całe życie wiążąc jego losy ze sprawą zbrodni katyńskiej. Po odkryciu grobów katyńskich Niemcy skompletowali komisję złożoną z wybitnych specjalistów ds. medycyny sądowej z 12 krajów Europy. Jednym z jej członków został dr Tramsen. Wiosną 1943 r. otrzymał on od swojego przełożonego, dr. Knuda Sanda, polecenie służbowe udania się w ramach komisji do Katynia. Podejrzewając, że może zostać wmieszany w tryby niemieckiej maszyny propagandowej, dr Tramsen odmówił, ale odmowa nie została przyjęta. Obawiając się, że uczestnictwo w przedsięwzięciu pod egidą niemiecką może się dla niego okazać szkodliwe po zakończeniu wojny, zażądał od dyrektora duńskiego MSZ, Nilsa Svenningsena, wydania polecenia służbowego na piśmie. Będąc członkiem duńskiego ruchu oporu, postanowił skonsultować się w sprawie wyjazdu ze środowiskiem duńskiego podziemia. Ruch oporu, spodziewając się, że zbrodnia katyńska jest dziełem Niemców, chętnie przystał na wyjazd Tramsena do Katynia, wykorzystując go w drodze powrotnej jako kuriera.

## Pobyt w Katyniu
27 kwietnia 1943 r. dr Tramsen udał się do Katynia. Trasa podróży wiodła z kopenhaskiego lotniska Kastrup do Berlina, gdzie spotkał pozostałych członków komisji. Następnego dnia wszyscy wylecieli z berlińskiego lotniska Tempelhof do Warszawy. Tego dnia w swoim dzienniku podróży dr Tramsen zanotował:
Warszawa płonie. Getto.
Z Warszawy samolot udał się do Smoleńska, gdzie Niemcy umieścili członków komisji w hotelu, i skąd do Katynia dowozili ich samochodami. W ciągu następnych dni dr Tramsen dokonał wielu sekcji zwłok zamordowanych oficerów polskich z grobów katyńskich i ponad wszelką wątpliwość ustalił, że mord został dokonany na wiosnę 1940 r. W swoim dzienniku tak opisał widok grobów w Katyniu:
[Polscy żołnierze] leżą jak sardynki w starannie ułożonych warstwach, z głowami w tym samym kierunku. Wszyscy leżą na brzuchu z rękami związanymi do tyłu i czaszkami przestrzelonymi również od tyłu.
Wbrew intencjom doktora Tramsena, został on sfotografowany przez Niemców podczas dokonywania obdukcji ciał polskich oficerów i zdjęcie to ukazało się w niemieckim piśmie „Signal” wraz z następującym podpisem:
Dokonano obdukcji 9 ciał. Tutaj dr Tramsen dokonuje sekcji zwłok, podczas gdy prof. de Burlet i prof. dr Saxén przyglądają się z uwagą.
W drodze powrotnej z Katynia, 1 maja 1943 r., samolot wiozący komisję międzylądował w Białej Podlaskiej, a następnie odleciał do Berlina. Z jego pokładu dr Tramsen oglądał nadal płonącą Warszawę. Następnego dnia członkowie komisji spotkali się z ministrem zdrowia Rzeszy, dr. Contim, a 4 maja nastąpił powrót do Kopenhagi. Dr Tramsen wykorzystał pobyt w Berlinie do złożenia posłowi duńskiemu w stolicy Rzeszy raportu w sprawie mordu katyńskiego i do przejęcia przesyłki dla duńskiego ruchu oporu, którą mógł przewieźć przez granicę, ponieważ objęty był immunitetem dyplomatycznym i nie podlegał kontroli celnej. W ten sposób doktorowi Tramsenowi udało się przemycić do Danii, jako dowód rzeczowy zbrodni katyńskiej, czaszkę jednego z zamordowanych polskich oficerów, Ludwika Szymańskiego z Krakowa. Czaszka ta została zdeponowana w kopenhaskim Instytucie Medycyny Sądowej, gdzie przeleżała do 2008 r., kiedy to została zwrócona zamieszkałemu w Australii synowi zamordowanego. Po przewiezieniu do Polski, została złożona w kaplicy Katyńskiej katedry polowej WP w Warszawie.
Dr Tramsen był autorem specjalnego raportu dotyczącego mordu w Katyniu i obarczającego za ten czyn ZSRR, przez co stał się bardzo niepopularny wśród lewicowych członków duńskiego ruchu oporu, którym ta prawda zupełnie nie odpowiadała. Dokument ten został przekazany duńskiemu MSZ, a następnie trafił do Londynu i przekazany został rządowi brytyjskiemu. Dzisiaj znajduje się w brytyjskich archiwach (S.O.E. Poland 102, Subject: Dr Tramsen Report on Katyn).

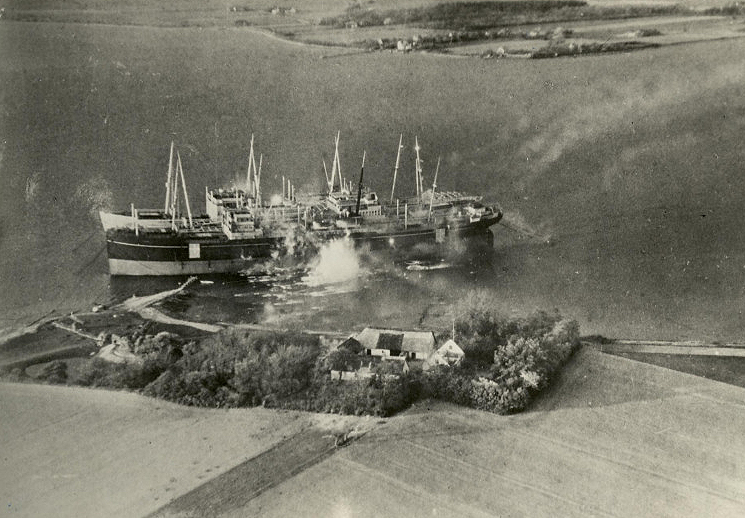
Duński statek Jutlandia (na II planie zasłonięty przez MS Falstria), na którym dr Tramsen służył podczas wojny koreańskiej. Fotografia wykonana podczas nalotu RAF na duńską wyspę Slotø w dniu 3 maja 1945 r.

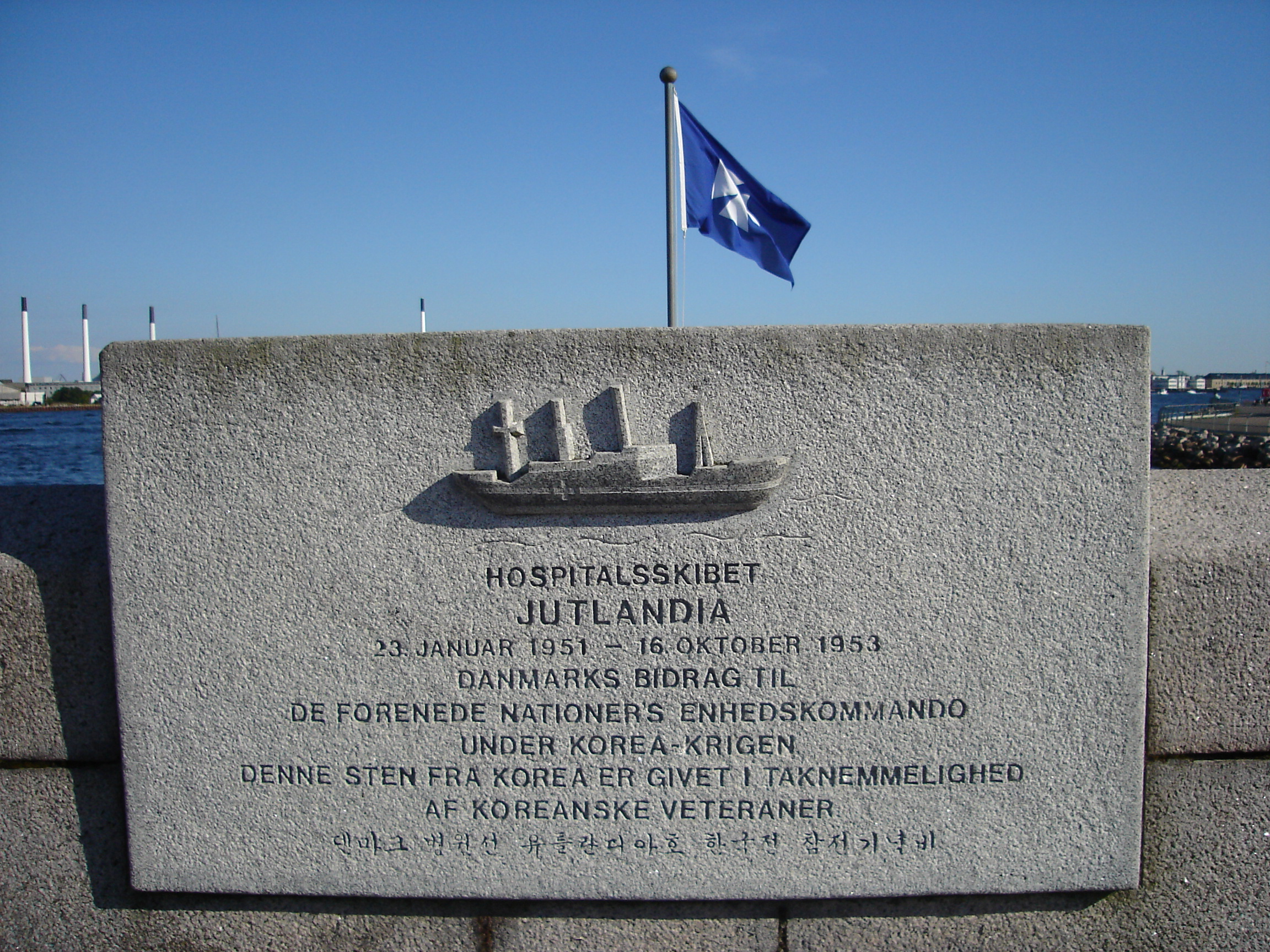
Tablica pamiątkowa statku Jutlandia w Kopenhadze

## Koniec wojny i lata powojenne
Dr Tramsen został aresztowany przez gestapo 28 lipca 1944 r. na podstawie donosu. Zatrzymanie dr. Tramsena miało związek z jego udziałem w akcji zbrojnej na niemiecki magazyn broni. Został osadzony w więzieniu Vestre Fængsel w Kopenhadze, gdzie był torturowany. W związku z jego udziałem w badaniu zbrodni katyńskiej Niemcy nie zdecydowali się na deportację Tramsena do obozu koncentracyjnego w Niemczech, lecz wywieźli go we wrześniu 1944 r. do obozu pracy przymusowej we Frøslev na Jutlandii, gdzie był więziony do końca wojny.
Świadczenie prawdy w sprawie katyńskiej przysporzyło dr. Tramsenowi wielu wrogów i problemów zawodowych w Danii. W 1945 r. został bez powodu usunięty z Instytutu Medycyny Sądowej i stał się celem ataków komunistycznych (szkalowanie w lewicowych mediach, wybijanie szyb w jego mieszkaniu, oskarżenia o kolaborację z Niemcami).
Pozbawiony pracy dr Tramsen zdecydował się na otwarcie prywatnej praktyki lekarskiej, a od 1952 r., podczas wojny koreańskiej, pracował jako szef szpitala wojskowego na duńskim statku „Jutlandia”. Szykany, jakich dr Tramsen doznawał, oraz rosnące zagrożenie sowieckie w latach 50. odbiły się niekorzystnie na jego zdrowiu. Podczas inwazji sowieckiej na Węgry w 1956 r., z obawy przed zagrożeniem sowieckim, rozważał możliwość wyjazdu do Wielkiej Brytanii, skąd pochodziła jego żona. Mimo nacisków i szykan dr Tramsen nigdy nie odwołał swoich oświadczeń obarczających ZSRR winą za mord katyński i głosił prawdę o zbrodni na polskich oficerach. Już podczas internowania w obozie we Frøslev (1944) wygłosił wśród współwięźniów odczyt o Katyniu, a w kwietniu 1952 r. wziął udział w przesłuchaniu w sprawie zbrodni katyńskiej odbywającym się we Frankfurcie nad Menem dla komisji Senatu USA. W 1962 r. dr Tramsen udzielił po angielsku szczegółowego wywiadu sekcji polskiej Radia Wolna Europa na temat swego udziału w badaniu mordu katyńskiego, a w latach późniejszych, podczas gościnnych wykładów dla studentów medycyny w Kopenhadze, poruszał sprawę Katynia i odpowiedzialności Sowietów. Dr Tramsen przeszedł załamanie nerwowe po śmierci swojej najstarszej córki Elizabeth, która zginęła w niewyjaśnionych okolicznościach w Warszawie w 1970 r., gdzie odwiedzała swojego narzeczonego, kompozytora Romualda Twardowskiego. Dr Tramsen odradzał jej tę podróż i do końca życia utrzymywał, że córka została zamordowana przez agentów sowieckich w akcie zemsty za rolę jaką odegrał w sprawie katyńskiej.
Dr Helge Tramsen zmarł w 1979 r. Został odznaczony jednym z najwyższych duńskich odznaczeń, Orderem Danebroga i kilkoma innymi duńskimi, koreańskimi i austriackimi medalami za udział w wojnie koreańskiej. O jego udziale w badaniu mordu katyńskiego TV duńska nakręciła w 2006 r. film dokumentalny pt. Czaszka z Katynia (Kraniet fra Katyn), a w 2008 r. ukazała się książka autorstwa Anny Elisabeth Jessen pod tym samym tytułem, traktująca o roli doktora Tramsena w sprawie katyńskiej.

## Życie prywatne
Helge Tramsen był żonaty dwukrotnie. Jego pierwszą żoną była Sylvia Tramsen, córka walijskiego pastora, przedstawiona dr. Tramsenowi przez jego siostrę Karen, która podczas podróży do Walii poznała Sylvię. Para miała trójkę dzieci:
- córkę Elizabeth (ur. 20 kwietnia 1937, zm. 17 listopada 1970), kompozytorkę, która zmarła w niejasnych okolicznościach w Warszawie[18][19][20]
- córkę Margrethe, lekarza-pediatrę, zamieszkałą w Australii[21]
- syna Christiana (ur. 1946), lekarza.

Drugą żoną doktora Tramsena była od 27 listopada 1971 Alice M. Lind (ur. 31 lipca 1925 w Kalundborgu).